# Lobelia bridgesii
Lobelia bridgesii es una especie de lobelia perteneciente a la familia de las campanuláceas. Tiene como nombre común tupa rosada, tupa, trupa, tabaco del diablo. 

## Descripción
Es una planta erecta, muy ramificada de 1,5 m de altura, con tallos alados, huecos con látex blanco en su
interior. Hojas de 9-24 cm x 1,8-4,5 cm, sésiles, lanceoladas, abrazando la caras del tallo hacia abajo, el ápice presenta una punta larga, márgenes finamente dentados, ambas superficies glabras y de color verde claro. Las flores en forma de racimo terminal con muchas flores; pétalos color rosado claro; anteras azul-plomizas.

## Distribución y hábitat
Es una planta endémica de que se encuentra en la Región de Los Ríos (provincia de Valdivia), donde crece en
un área de alrededor de 50 km de radio alrededor de la Bahía de Corral, desde el nivel del mar hasta los 450 m. Se encuentra en bordes de caminos y a lo largo de cursos de agua asociada con bosques siempreverdes. A menudo, crece con Aextoxicon punctatum, Amomyrtus meli, Drimys winteri, Embothrium coccineum, Fuchsia magellanica, Jovellana punctata, Laureliopsis philippiana, Leptocarpha rivularis, Myrceugenia parvifolia y Myrceugenia planipes.

## Taxonomía
Lobelia bridgesii fue descrita por Hook. & Arn. y publicado en J. Bot. (Hooker) 1: 278 1834.
Etimología
Lobelia: nombre genérico que fue nombrado en honor del botánico belga Matthias de Lobel (1538-1616).
bridgesii: epíteto otorgado en honor del botánico Thomas Charles Bridges.
Sinonimia
- Dortmanna blanda (D.Don) Kuntze
- Dortmanna bridgesii (Hook. & Arn.) Kuntze
- Dortmanna lucaeana (C.Presl) Kuntze
- Lobelia blanda (D.Don) Heynh.
- Lobelia lucaeana (C.Presl) A.DC.
- Rapuntium blandum (D.Don) C.Presl
- Rapuntium bridgesii (Hook. & Arn.) C.Presl
- Rapuntium lucaeanum C.Presl
- Tupa blanda D.Don
- Tupa bridgesii (Hook. & Arn.) A.DC.[4][5]